# 大船駅
大船駅（おおふなえき）は、神奈川県鎌倉市大船一丁目にある、東日本旅客鉄道（JR東日本）・湘南モノレールの駅である。
鎌倉市と横浜市の境界上に位置し、JRホームの北半分および笠間口は横浜市栄区笠間一丁目に位置する。両市の中心市街地とは離れているものの、鉄道を中心とした交通の要衝となっており、東口側を中心に駅前市街地が形成されている。

## 乗り入れ路線
JR東日本の各線（後述）と、湘南モノレールの江の島線が乗り入れている。湘南モノレール江の島線は当駅が起点である。
- JR東日本：各線（後述） - スリーレターコード「OFN」
- 湘南モノレール：■江の島線 - 駅番号「SMR1」

JR東日本の駅には、線路名称上は東海道本線・横須賀線・根岸線の3路線が乗り入れており、このうち東海道本線を当駅の所属線としている。根岸線は当駅が終点となっており、大半の列車が横浜駅から京浜東北線へ、さらに朝晩の一部は横浜線へ直通する。横須賀線に関しては、線路名称上は当駅が起点であるが、運転系統としては当駅から東海道本線横浜・東京方面の専用線路に乗り入れており、藤沢駅方面へ乗り入れる東海道線列車よりも停車駅が多く設定されている。
- 東海道線：東海道本線当駅以西の藤沢駅・小田原駅方面に直通する中距離電車（湘南電車）。東京駅発着系統と、東京駅・上野駅経由で宇都宮線・高崎線に直通する上野東京ラインが運行されている。 - 駅番号「JT 07」
- 横須賀線：東海道本線（品鶴線経由）を経て、下り列車は当駅より線路名称上の横須賀線を走る。上り列車は多くの列車が東京駅を経由し、総武快速線へ直通する。 - 駅番号「JO 09」
- 湘南新宿ライン：東海道本線（品鶴線経由）を経て、戸塚駅から西大井駅まで横須賀線と同一の線路を使用し、新宿駅経由で東海道線と高崎線間、横須賀線と宇都宮線間をそれぞれ直通する。 - 駅番号「JS 09」
- 根岸線：当駅から根岸駅を経て起点である横浜駅へと結ぶ近距離電車で、横浜駅から東海道本線東京駅方面へ走る京浜東北線とほとんどの電車が直通運転を行っている。 - 駅番号「JK 01」
- 横浜線：横浜線の起点は東海道本線東神奈川駅であるが、平日の下り2本・上り3本、土休日の3往復のみが当駅まで直通する。

JR東日本の駅に停車する優等列車は、東京と伊豆を結ぶ東海道線の特急「踊り子」および東京都心と湘南地区間の通勤客をターゲットとした特急「湘南」が一部停車し、横須賀線では成田国際空港へのアクセス列車である「成田エクスプレス」の始発・終着駅となっている。普通列車は、東海道線・横須賀線の普通、湘南新宿ラインの特別快速・快速・普通、根岸線の快速・各駅停車の全列車が停車する。
1966年5月からドリーム交通モノレール大船線が乗り入れていたが、1967年9月に運行休止、2003年9月に正式に廃線となった。

## 歴史

1958年の大船駅東口

- 1888年（明治21年）11月1日：官設鉄道の駅として開業[1]。旅客取り扱いのみの旅客駅[1][3]。
- 1889年（明治22年）6月16日：横須賀線が横須賀駅まで開通。分岐駅となる[4]。
- 1894年（明治27年）5月25日：貨物取り扱いを開始[1]。
- 1898年（明治31年）5月16日：大船軒が営業を開始[5]。
- 1917年（大正6年）5月：駅改築[6]
- 1923年（大正12年）9月1日：関東大震災により、ランプ小屋を除き施設全て倒壊、または大破損。死傷者多数[7]。
  - 9月10日：給水設備がすべて崩壊し蒸気機関車の運転に必要な水が供給不能となったため、駅構内の砂押川橋上に木製水槽とポンプを積載した無蓋貨車を据え付け、川の水を汲み上げる仮給水設備を設置。10月21日の給水槽の復旧まで使用した[8][7]。
- 1925年（大正15年）
  - 8月2日：駅本屋震災復旧工事竣工[6]。
  - 10月：駅本屋、各ホーム、A口（東口のこと）を結ぶ跨線橋竣工。長さ91.1m。1958年時点でも使用[6]。
  - 11月15日：A口開業[6]。
- 1944年（昭和19年）3月1日：田立構内完成[6]。
- 1947年（昭和22年）1月：大井工機部大船分工場（後の大船工場）専用線使用開始。南部構内から分岐[6]。
- 1950年（昭和25年）
  - 1月：東海道線電車運転に備え、ホーム嵩上げ[6]。
  - 9月：A口改築竣工[6]。
  - 12月25日：大船PX（旧第1海軍燃料廠）専用線使用開始。
    - 朝鮮戦争時には1日の貨車総扱数が100両に達したこともあったが、1958年には1日2両程度に激減しているという[6]。
- 1955年（昭和30年）10月5日：東洋高圧専用線使用開始、実線延長61m、有効長35m。田立構内9番線から分岐。到着したタンク車からガソリンを直接会社に送油管で送っていた。
- 1958年（昭和33年）3月30日：全(第1-3)ホームを結ぶ乗換跨線橋竣工、4月1日から使用開始。長さ32m[6]。
- 1959年（昭和34年）4月：乗り換え跨線橋を延伸し、東口に接続[9]。
- 1966年（昭和41年）5月2日：ドリーム交通モノレール大船線がドリームランド駅まで開通。
- 1967年（昭和42年）9月24日：モノレール大船線が休止（2003年に正式廃止）。
- 1968年（昭和43年）6月16日：大船駅付近で横須賀線電車が車内に仕掛けられた爆弾によって破壊される事件が発生（横須賀線電車爆破事件）。
- 1970年（昭和45年）
  - 3月7日：湘南モノレール江の島線が西鎌倉駅まで開通[10]。
  - 4月6日：橋上駅舎化工事に伴い、跨線橋が従来より80m東京寄りに移動[11]。
- 1971年（昭和46年）4月1日：橋上駅舎完成式[5]。
- 1972年（昭和47年）8月24日：国鉄駅での貨物取り扱いを廃止[1]。ただし、住友電工横浜製作所および住友セメントサイロまでの専用線の貨物は湘南貨物駅扱いで1984年まで存続。
- 1973年（昭和48年）
  - 3月1日：旅行センター開業[12]。
  - 4月9日：根岸線が洋光台駅から延伸開業[13]。
- 1980年（昭和55年）10月1日：東京 - 大船間の東海道線と横須賀線が分離運転（SM分離）。
- 1984年（昭和59年）期日不明:住友電工専用線、住友セメント専用線廃止。
- 1986年（昭和61年）11月1日：国鉄駅での荷物の取り扱いを廃止[1]。
- 1987年（昭和62年）4月1日：国鉄分割民営化に伴い、国鉄の駅は東日本旅客鉄道（JR東日本）の駅となる[1]。
- 1992年（平成4年）9月18日：駅ビルルミネウイング開業[14]。
- 1993年（平成5年）5月25日：JR東日本の駅に自動改札機を設置[15]。
- 2001年（平成13年）11月18日：JR東日本の駅でICカード「Suica」の利用が可能となる。
- 2006年（平成18年）
  - 2月2日：北改札および笠間口を新設[16]。
  - 3月31日：大船工場専用線廃止。
- 2007年（平成19年）4月9日：Dila大船がグランドオープン。
- 2011年（平成23年）9月1日：西口歩行者デッキオープン。
- 2016年（平成28年）12月5日：Dila大船がリニューアルし、アトレ大船として再グランドオープン。
- 2018年（平成30年）4月1日：湘南モノレールの駅でICカード「PASMO」の利用が可能となる[17]。
- 2019年（令和元年）7月1日：北改札の駅業務をJR東日本ステーションサービス（JESS）に委託[18]。
- 2020年（令和2年）3月31日：びゅうプラザの営業を終了[19][20]。
- 2021年（令和3年）2月28日：我孫子駅発着の特急「踊り子」廃止。
- 2025年（令和7年）
  - 5月30日：JR東日本の9番線（根岸線）ホームでスマートホームドアの使用を開始[21]。
  - 6月23日：JR東日本の10番線（根岸線）ホームでスマートホームドアの使用を開始。

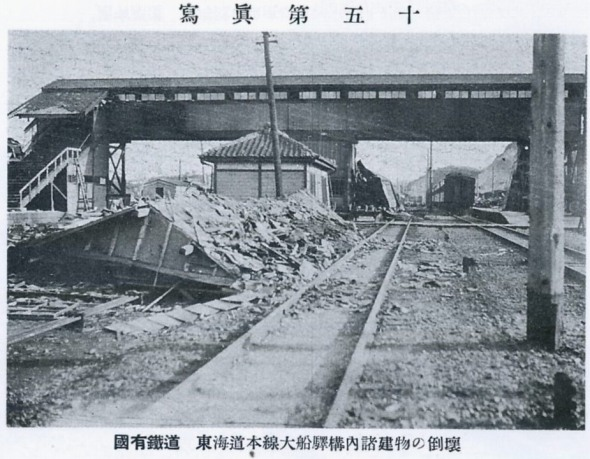
関東大震災で被災した駅構内
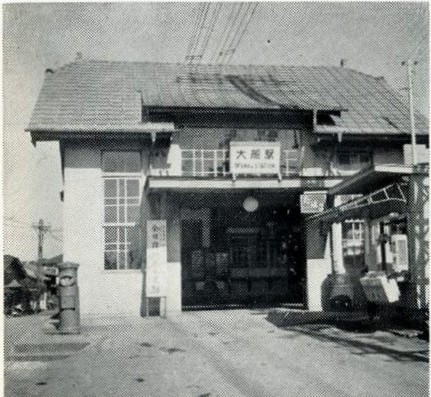
1958年頃の駅本屋（1925年竣工）
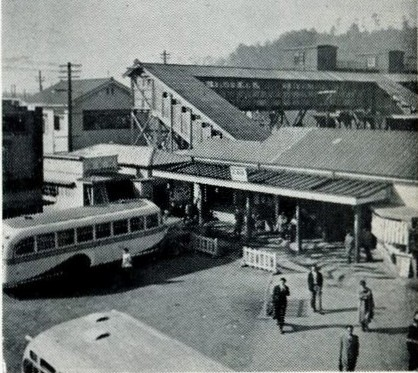
1958年頃の東口
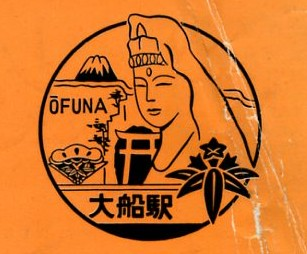
1958年11月1日、大船駅70周年記念に作成された駅スタンプ。大船観音、鎌倉市章、松竹大船撮影所のマーク、瑜伽洞（田谷の洞窟）と鳥居があしらわれている。大船観音（当時未完成）は民営化後の駅スタンプにも継承されている。
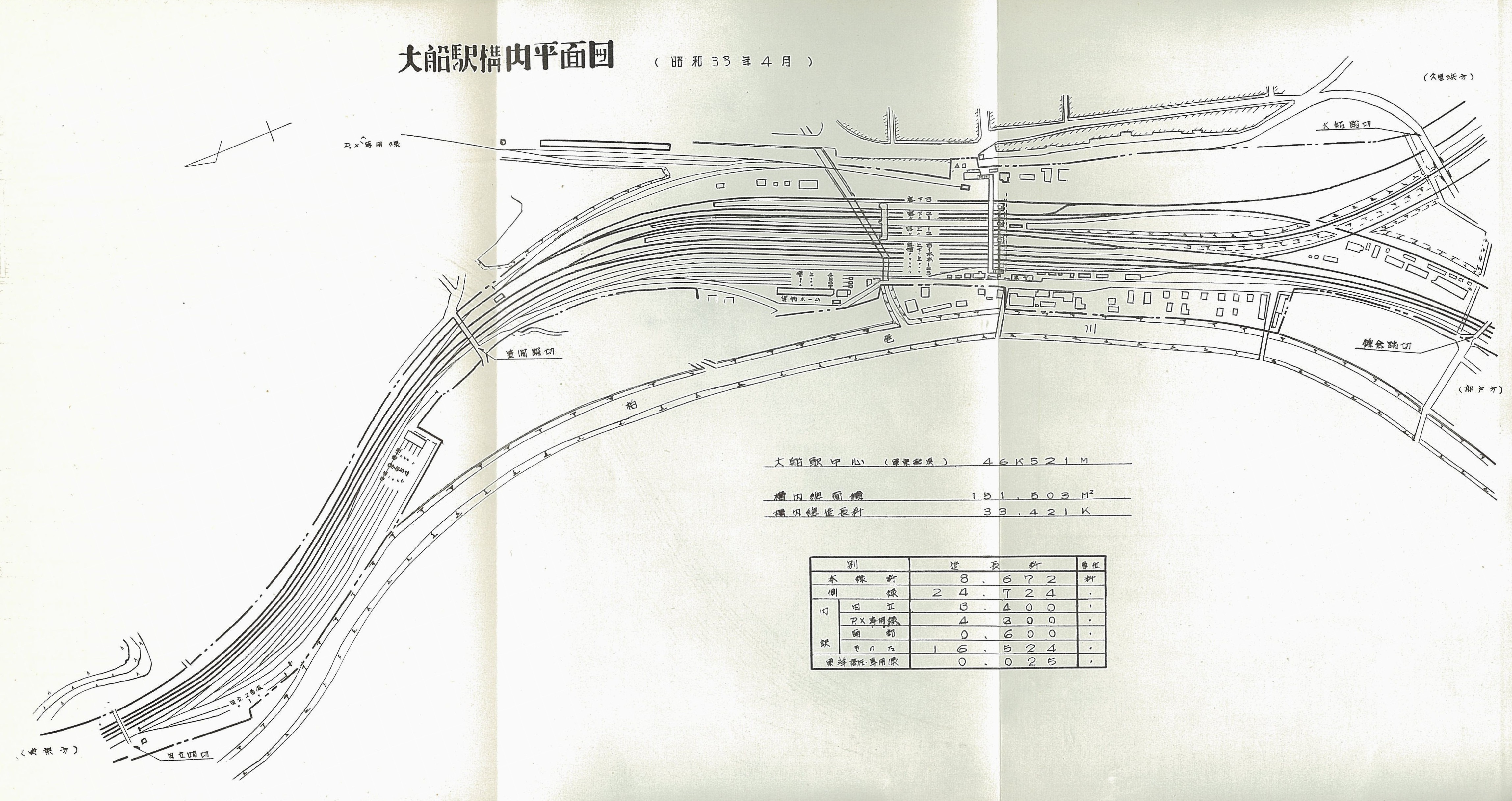
構内配線図（1958年4月）
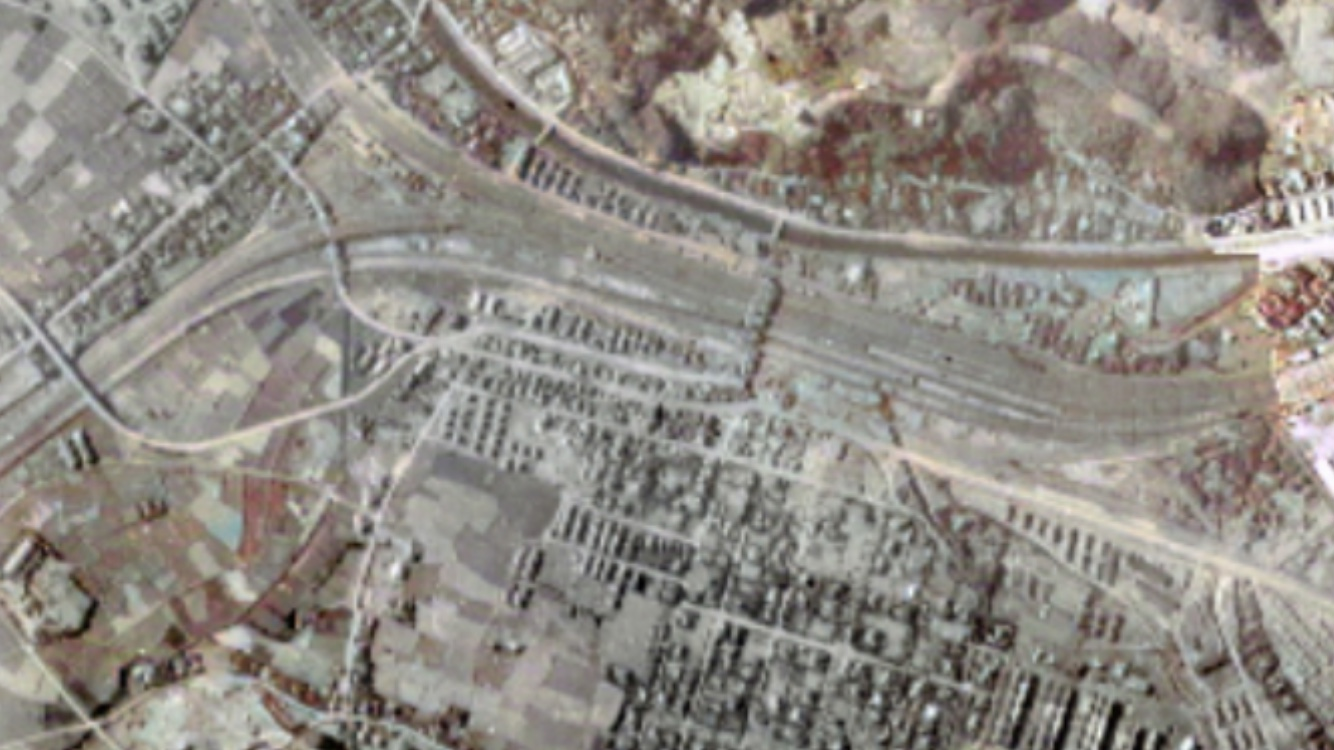
1950年の大船駅航空写真

## 駅構造

### JR東日本
島式ホーム5面10線を有する地上駅。駅の藤沢寄りと戸塚寄りにそれぞれ橋上駅舎が置かれ、改札内の通路で結ばれている。2つの駅舎の間を流れる砂押川に市境があり、駅舎の所在地は藤沢寄りが鎌倉市、戸塚寄りが横浜市栄区となるが、駅長室が従来からの鎌倉市側の駅舎に存在するために鎌倉市の駅となっており、特定都区市内の「横浜市内」には含まれない。
藤沢寄りの駅舎には南改札があり、東口と西口に通じている。また駅ビル内や駅ビル脇の通路からは湘南モノレールの駅に通じている。横浜統括センターの直営駅（駅長配置）であり、管理駅として洋光台駅 - 本郷台駅を管理している。みどりの窓口が設置されている。
戸塚寄りの駅舎には北改札があり、笠間口に通じている。この駅舎は栄区側を中心とした住民の運動により建設され、2006年2月2日に供用を開始した。この駅舎にはみどりの窓口は設置されていないが、指定券発売機が設置されている。また、2019年7月1日から、この改札の駅業務はJR東日本ステーションサービス（JESS）に委託されている。
駅構内を覆うように駅ナカ商業施設「アトレ大船」（旧「Dila大船」）があり、書店や飲食店などが軒を連ねる。
北改札側には全ホームにエレベーターと上り・下りそれぞれのエスカレーターが設置されている。南改札側にもエスカレーターは全ホームで設置されている。さらに、南北のコンコースと接続され、バリアフリー化が進んでいる。
JR東日本の駅では唯一の、フルカラーLEDを用いた10本分の列車発車時刻を表示する発車標がコンコースに設置されている。この発車標では東海道線・横須賀線・湘南新宿ラインの横浜方面の列車が発車時刻順に停車駅も併せて表示される。

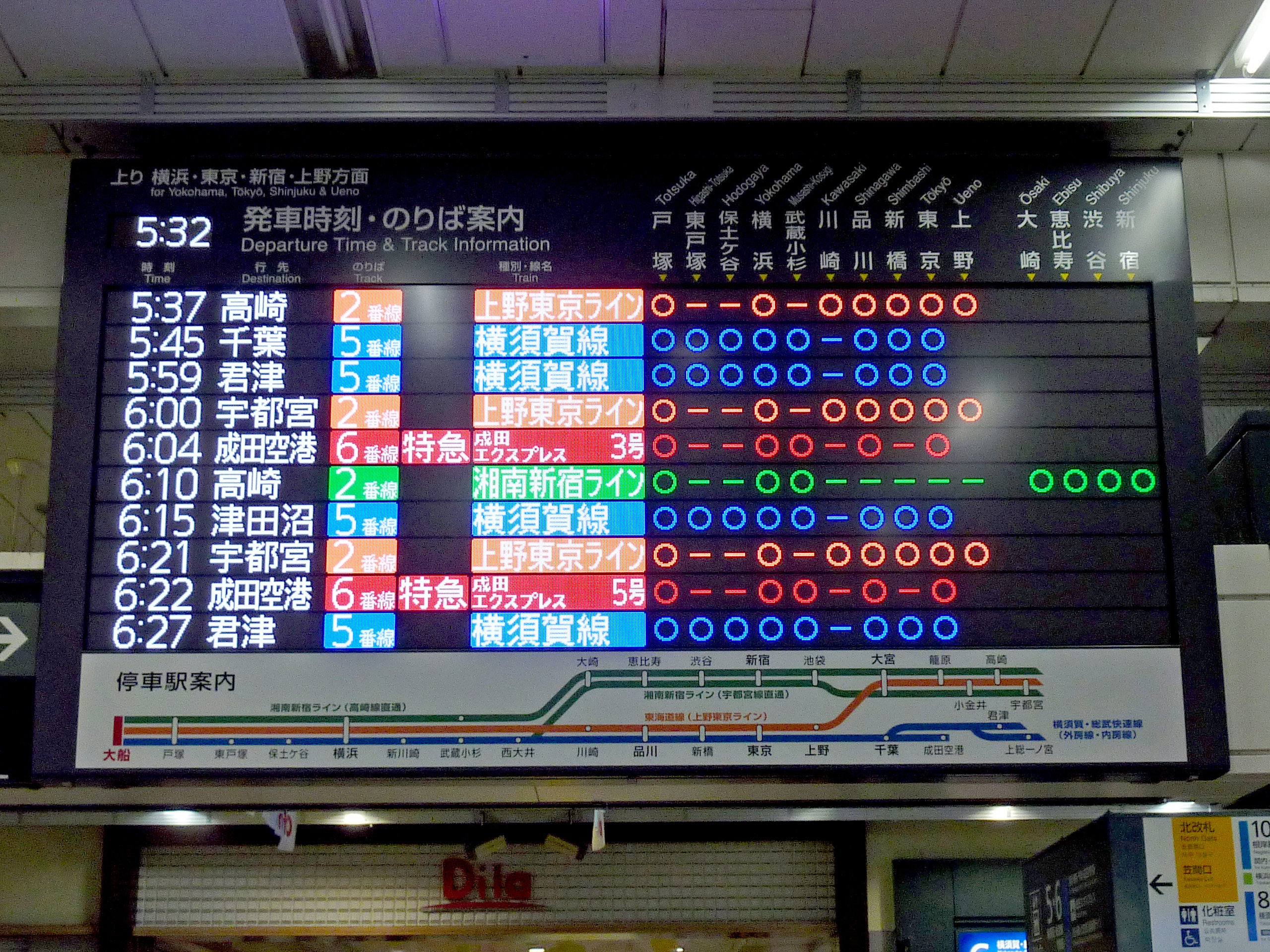
東京都心方面10本分の列車発車時刻を表示する発車標（2016年3月）
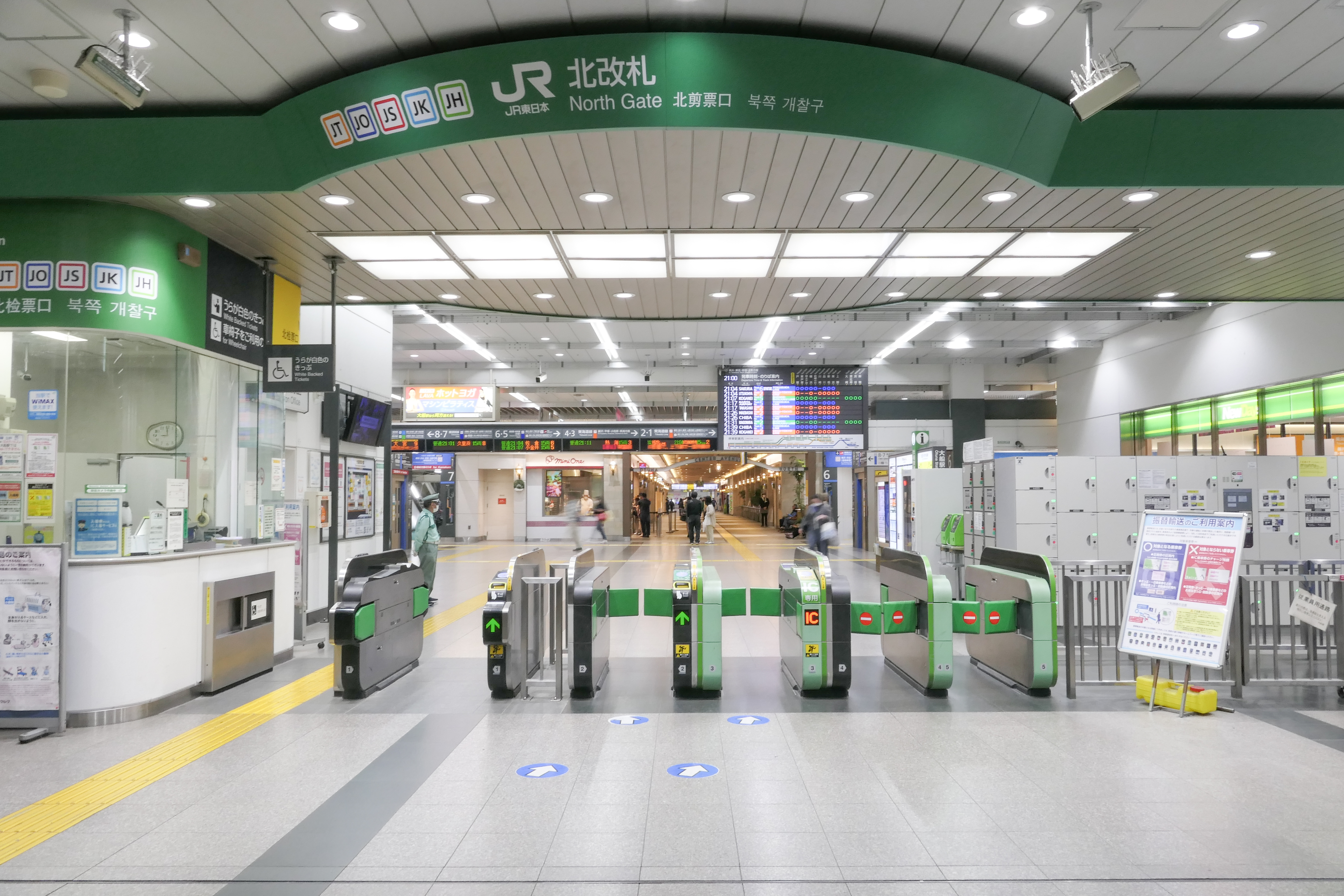
北改札（2024年5月）
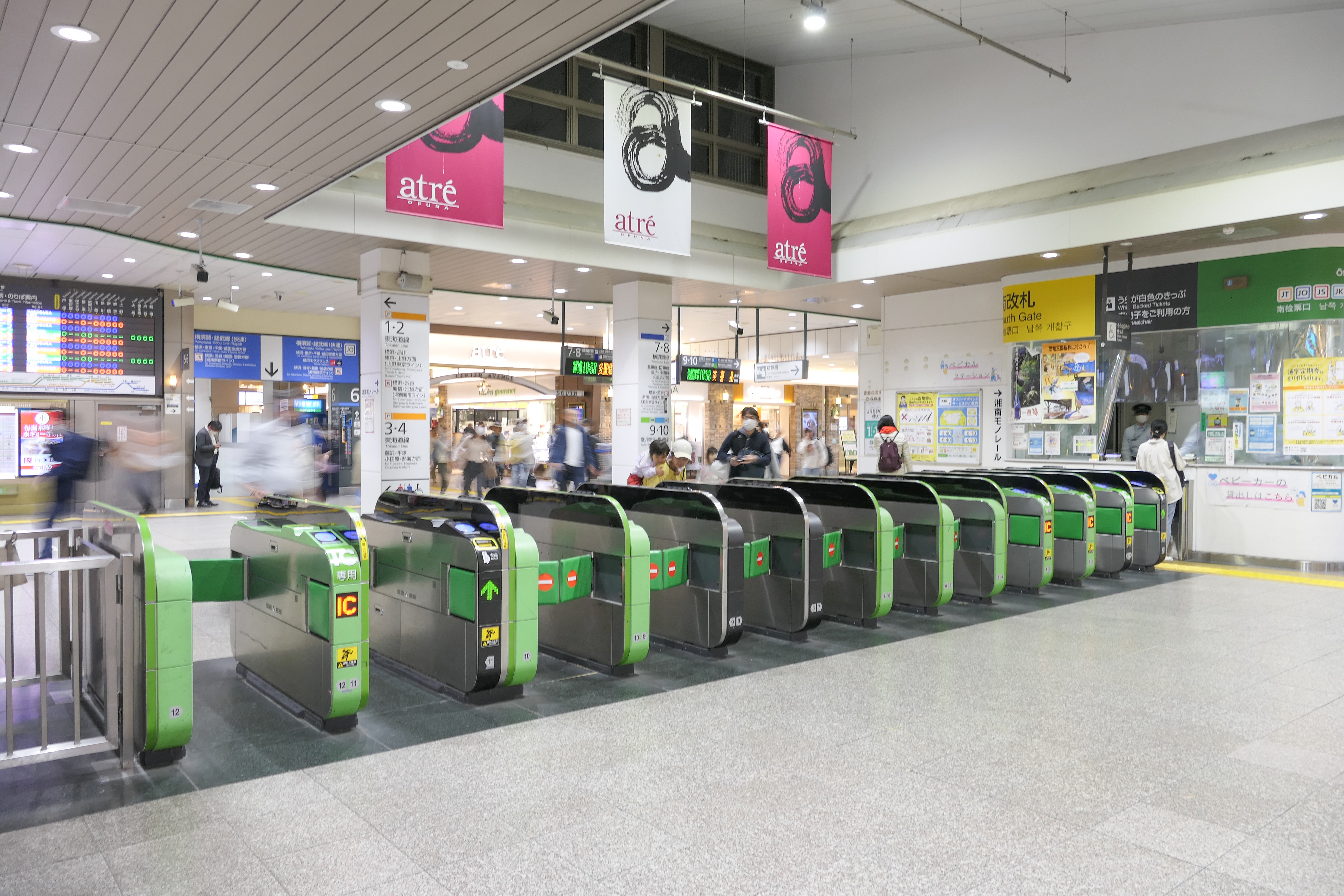
南改札（2024年5月）
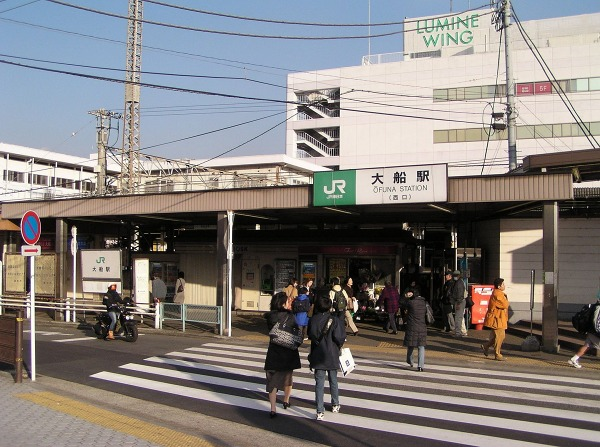
かつての西口の様子（2006年2月）
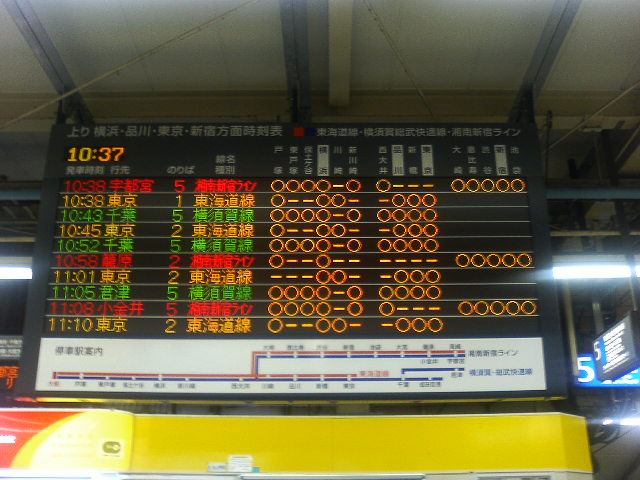
以前の大船駅LED発車標（2005年10月）

#### のりば

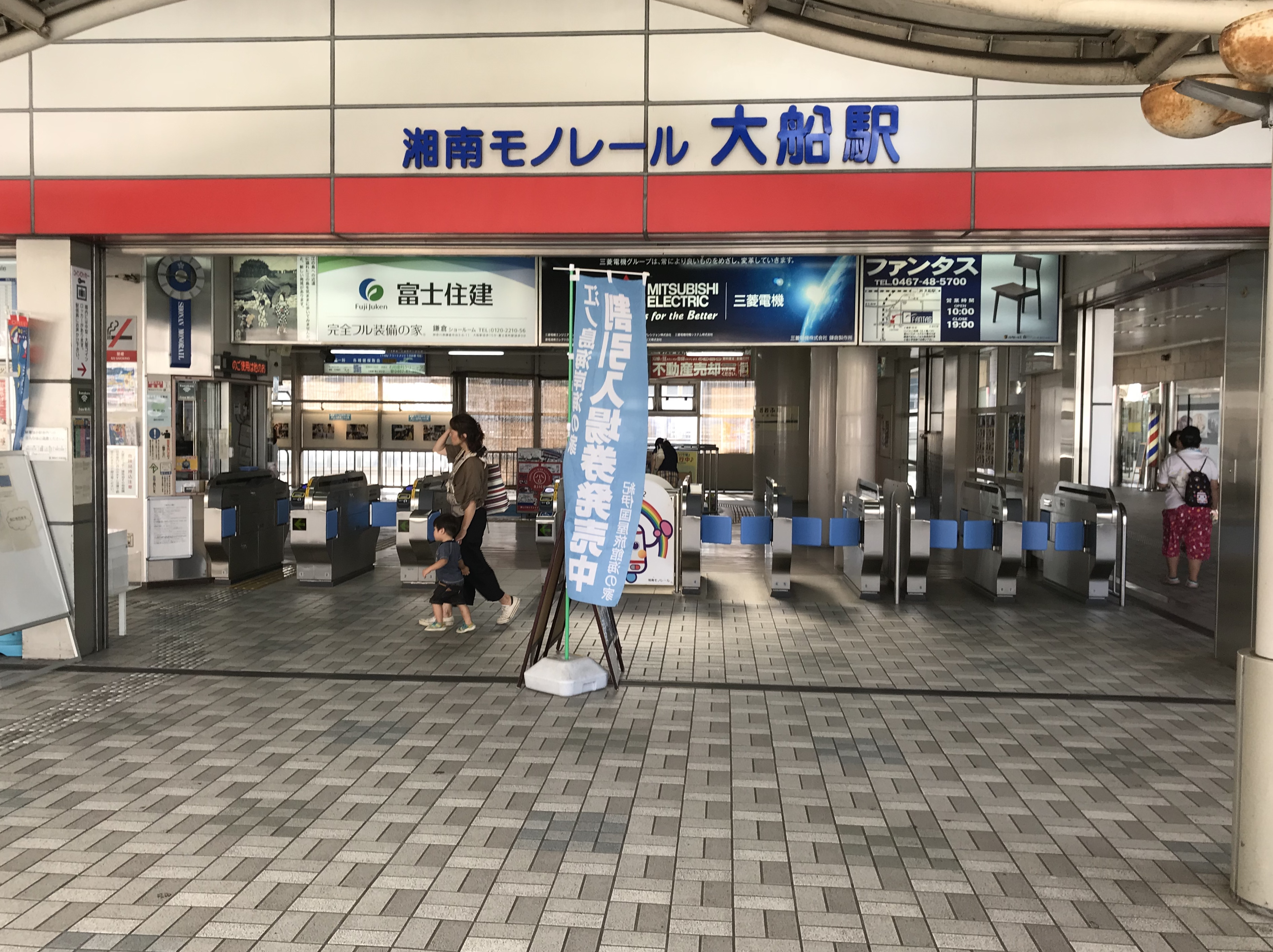
改札口（2018年8月）

| 番線  | 路線                   | 方向 | 行先                                                     | 備考                            |
| ----- | ---------------------- | ---- | -------------------------------------------------------- | ------------------------------- |
| 1・2  | 東海道線               | 上り | 横浜・品川・東京・上野・渋谷・新宿方面                   |                                 |
| 1・2  | 上野東京ライン         | 上り | 横浜・品川・東京・上野・渋谷・新宿方面                   |                                 |
| 1・2  | 湘南新宿ライン         | 北行 | 横浜・品川・東京・上野・渋谷・新宿方面                   |                                 |
| 3・4  | 東海道線               | 下り | 藤沢・平塚・小田原・熱海方面                             | 4番線は一部列車のみ             |
| 5・6  | 横須賀・総武線（快速） | 上り | 横浜・東京・千葉・成田空港方面 ■特急「成田エクスプレス」 | 主に5番線を使用する 特急は6番線 |
| 5・6  | 湘南新宿ライン         | 北行 | 渋谷・新宿・大宮方面                                     | 主に5番線を使用する             |
| 7     | 横須賀線               | 下り | 鎌倉・逗子・横須賀・久里浜方面                           |                                 |
| 7     | 湘南新宿ライン         | 北行 | 渋谷・新宿・大宮方面                                     | 一部列車のみ                    |
| 8     | 横須賀線               | 下り | 鎌倉・逗子・横須賀・久里浜方面                           |                                 |
| 9・10 | 根岸線・京浜東北線     | 北行 | 関内・桜木町・上野・大宮方面                             |                                 |
| 9・10 | 横浜線                 | -    | 新横浜・町田・八王子方面                                 | 朝晩のみ運転                    |

（出典：JR東日本:駅構内図）
- 東海道線の本線は2番線と3番線、横須賀線の本線は5番線と8番線である。
- 1・2番線は平日朝ラッシュ時の多数の列車が交互に停車する。
- 1・2番線の湘南新宿ライン（高崎線直通）や新宿・池袋方面への特急は、戸塚駅の手前で横須賀線の線路へ転じる。
- 湘南新宿ライン（宇都宮線直通）は5・6番線に加え、一部列車は7番線からも発車する。また、ダイヤが乱れた場合には東海道線直通の湘南新宿ライン（快速・特別快速）が当駅で運転を打ち切って新宿・高崎線方面へ折り返す場合があり、その場合は6・7番線を使用する。
- 8番線には、逗子方面から当駅止まりの列車が到着する運用がある。
- 特急「湘南」は東京発着列車のうち、下りは全列車、上りは2・4・12・14号の4本が停車する[22]。新宿発着列車と上り6・8号は貨物線走行のため停車しない。10号については当駅の手前まで旅客線を走行し、当駅の手前（場内扱い）で貨物線に転線する。
- 逗子駅発着の甲種輸送列車や臨時列車など、根岸線と横須賀線を直通する列車は10番線を使用する。1998年5月2日から2008年3月9日までは横浜線と逗子駅を直通する列車も設定されていた。
- 東海道線ホームである1 - 4番線のグリーン車停車位置案内板は現在でも「グリーン車（湘南電車）はこの付近に止まります」と表示されている。
- 東海道線と横須賀線の分離運転（SM分離）以前は、現在の1・2番線ホームはなく、東海道線上りは現在の3・4番線、東海道線下りは現在の6・7番線を使用していた。横須賀線・根岸線については現在と同じ。その名残りで、6・7番線と東海道線の藤沢方面が接続されている。現在でも、国府津車両センターなどから回送され、当駅から横須賀線方面へ営業運転する臨時列車や、東海道線でダイヤ乱れが発生した際に、上り列車が当駅で運転を打ち切って藤沢方面へ折り返す場合などにこの線路を使用している。

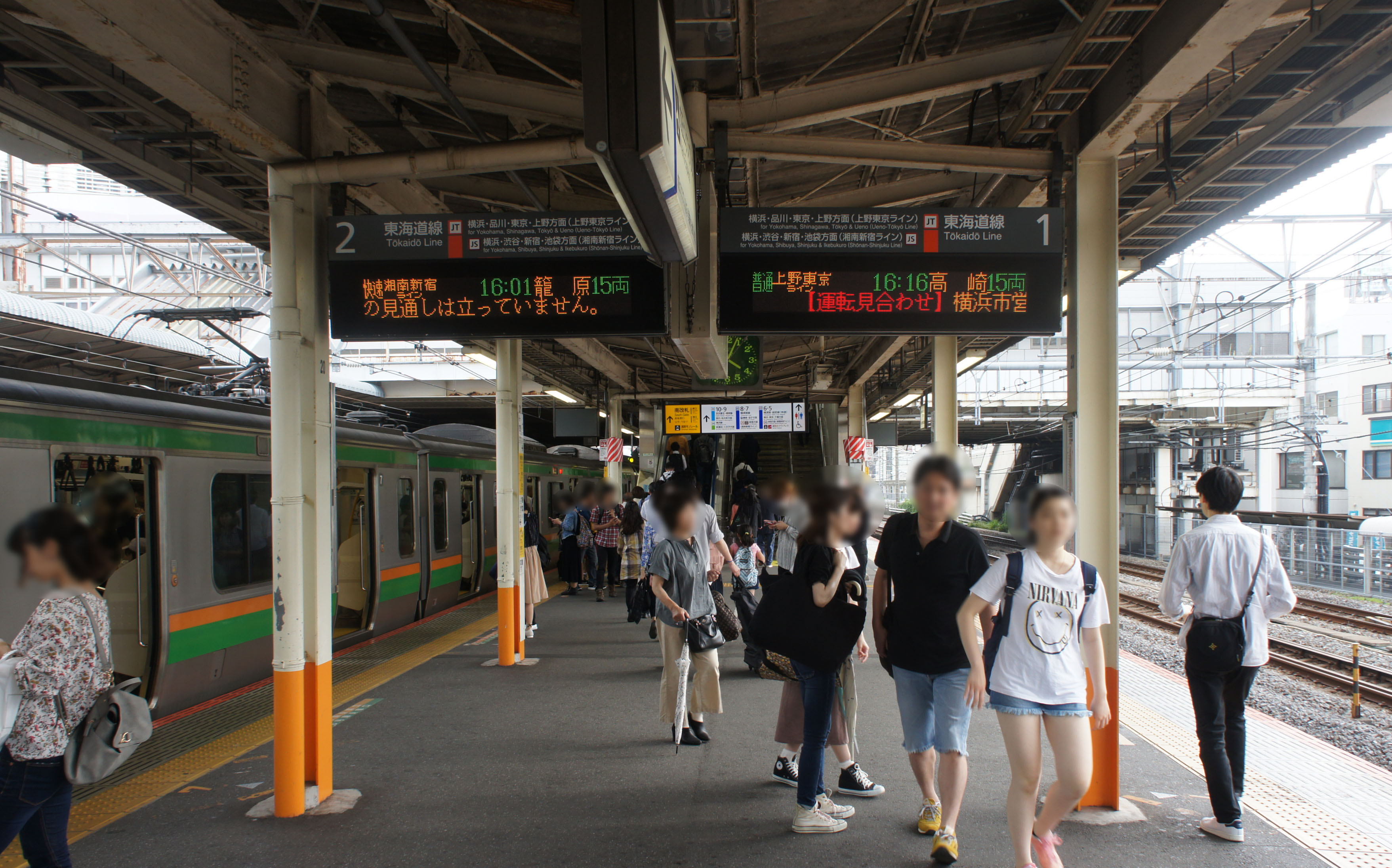
1・2番線ホーム（2019年6月）
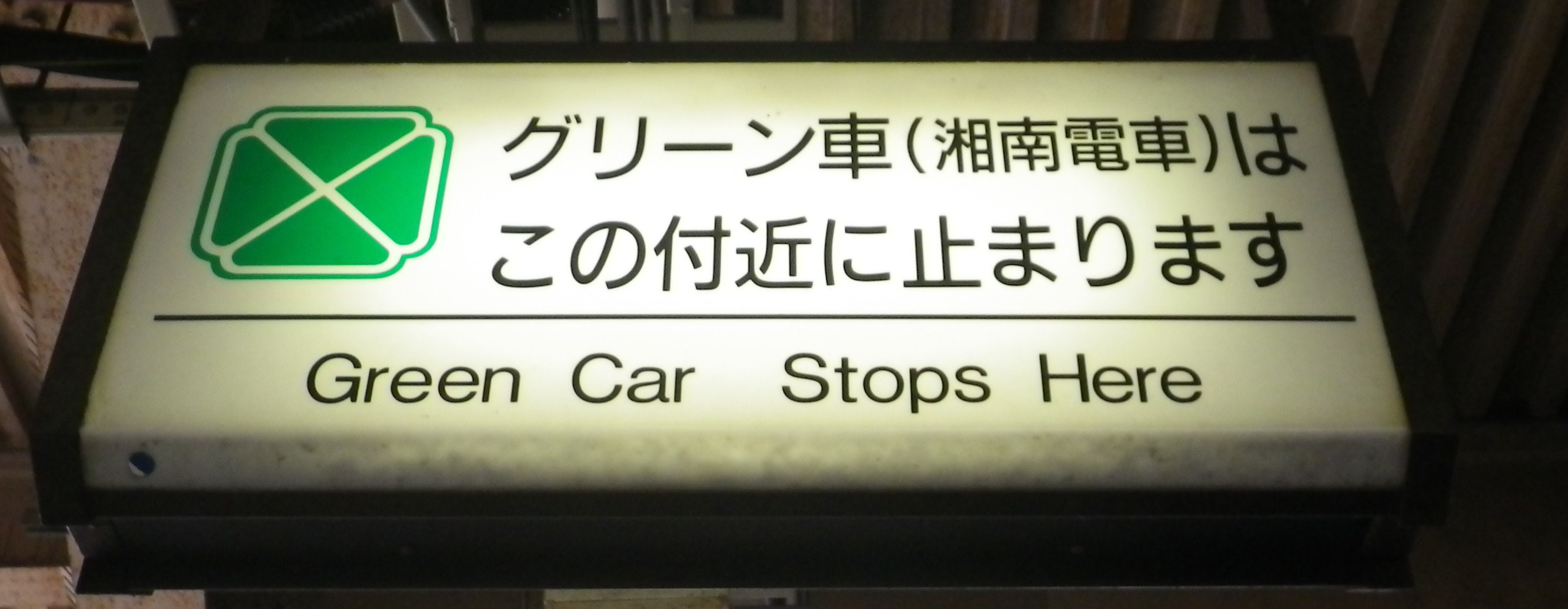
グリーン車停車位置案内板（2番線） （2011年5月）
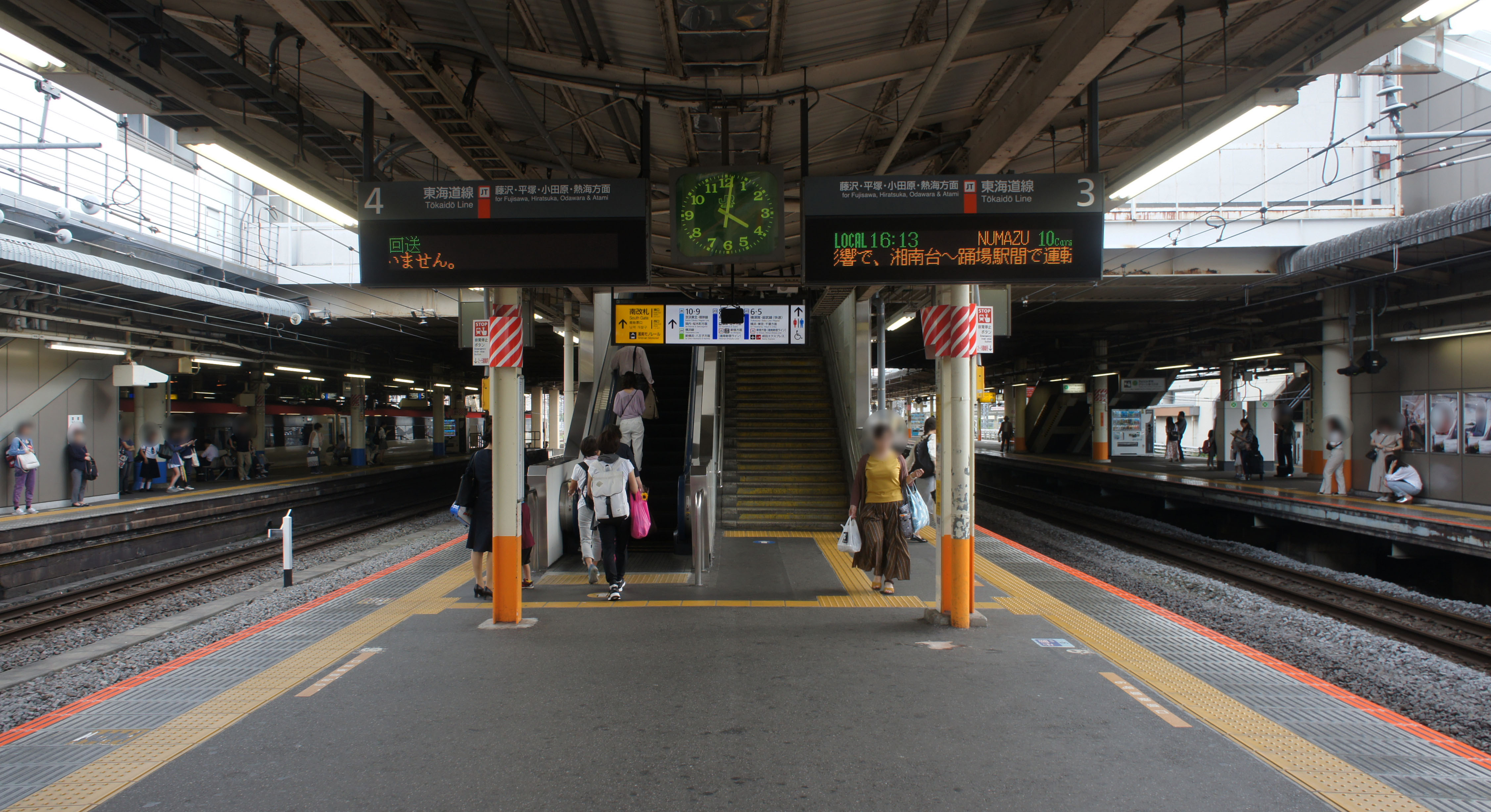
3・4番線ホーム（2019年6月）
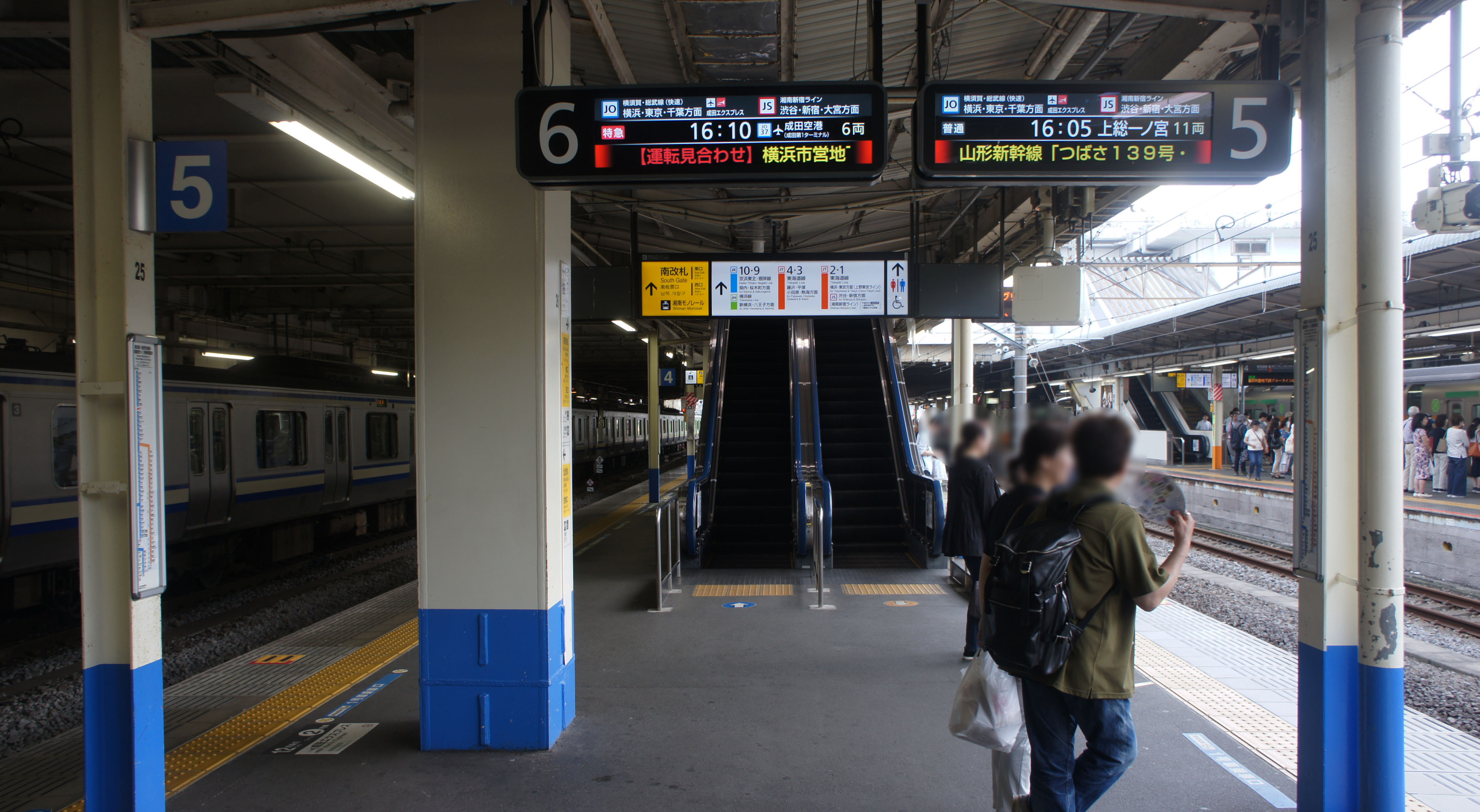
5・6番線ホーム（2019年6月）
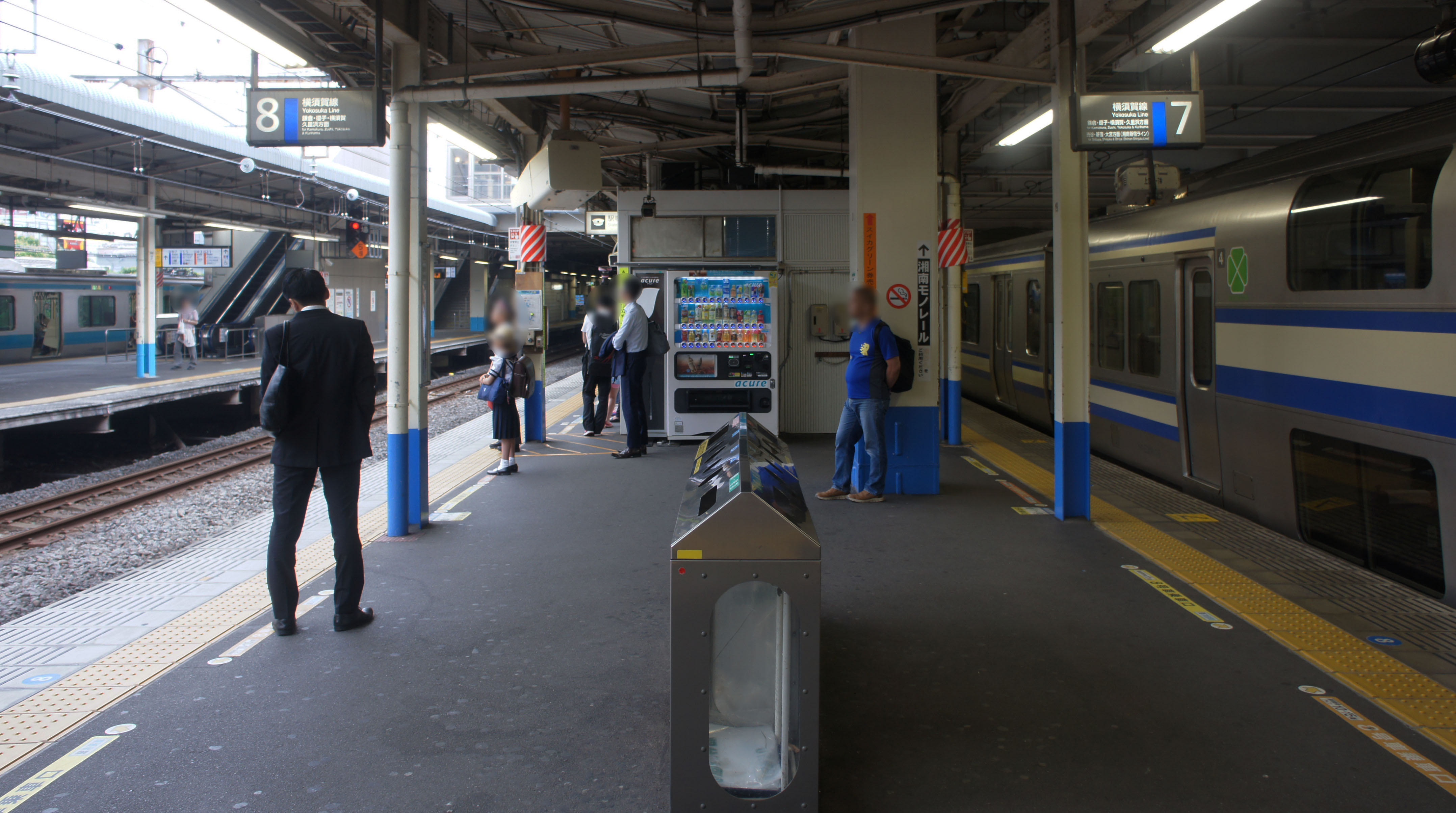
7・8番線ホーム（2019年6月）
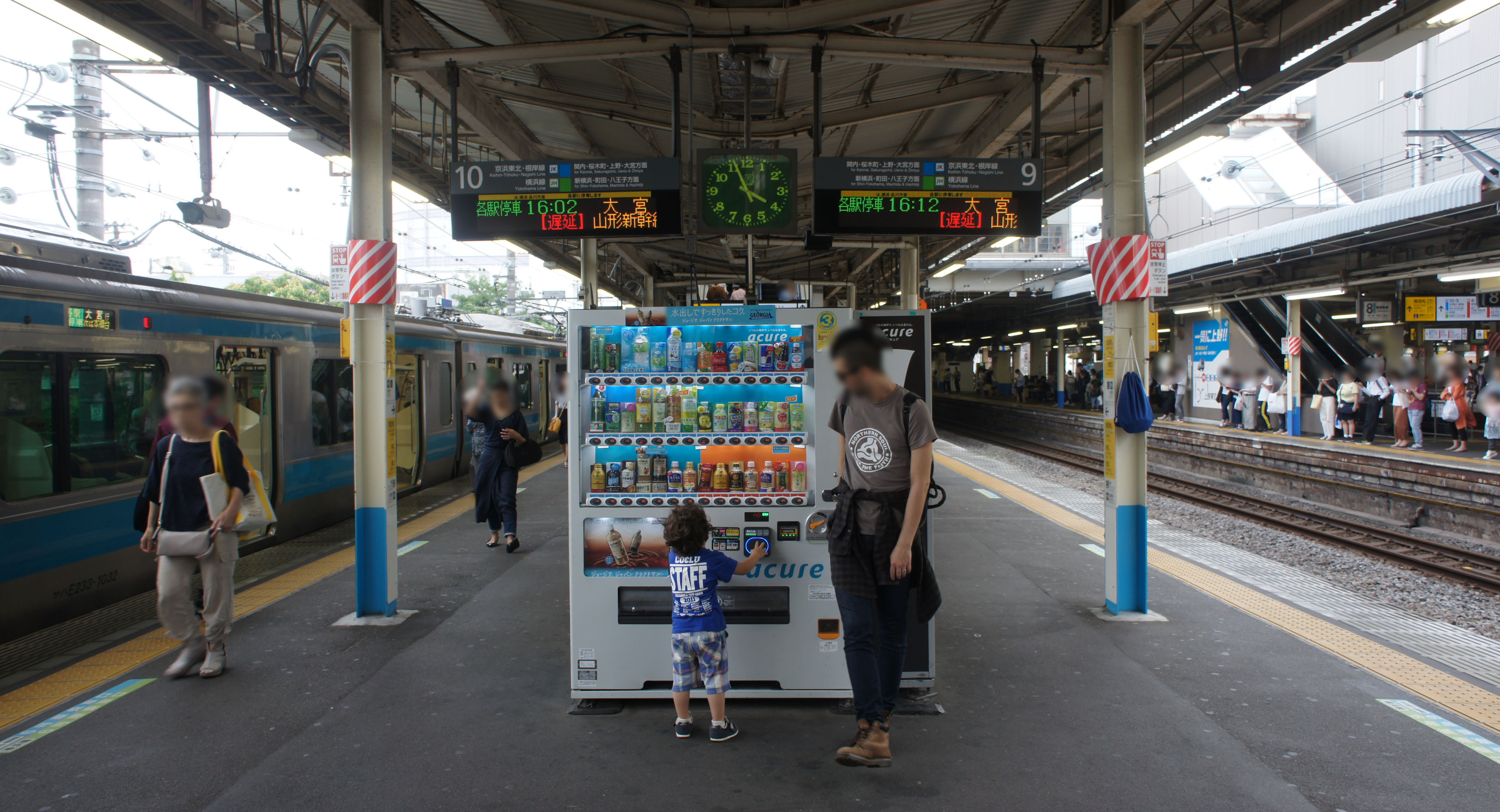
9・10番線ホーム（2019年6月）

#### 駅構内設備
- 南改札側
  - 東口（上り・下りエスカレーター・エレベーターあり）
  - 西口（上りのみエスカレーター・エレベーターあり）
  - 1 - 4番線ホーム（上りのみエスカレーターあり）
  - 5 - 10番線ホーム（上り・下りエスカレーターあり）
- 北改札側
  - 笠間口（上り・下りエスカレーター・エレベーターあり）
  - 各ホーム（同上）
- ゼロキロポスト
  - 横須賀線の始点を表すもの　藤沢側ホーム端
  - 根岸線の始点（終点)を表すもの　戸塚側ホーム端
  - 横須賀工場専用線　北鎌倉-大船間の電留線からの分岐小屋付近

#### 貨物線
旅客ホーム1番線の西側には東海道貨物線の線路が通っている。貨物線上にホームはないが、構内北側で根岸線へ直通する単線の通路線（高架）が分岐しており、当駅より1kmほど北側で東海道線・横須賀線の線路を跨いで本郷台駅手前で根岸線と合流している。通路線を通過する列車は定期では無く、検測列車や臨時列車で稀に使用されるのみである。通路線は東海道貨物線合流部まで根岸線のキロ程となっている。

### 湘南モノレール
頭端式ホーム2面1線の高架駅。1本の線路の両側にホームが設置されており、乗降分離されている。湘南モノレールで最も乗降客数の多い駅であり、利用者が集中する朝通勤時には改札規制が行われることもある。
現在の駅舎は鎌倉市による大船駅東口第1種市街地再開発事業（第1地区）に伴い再構築されたもので、駅前交通広場や駅ビルと一体化された上で1992年9月に竣工している。出口は東側にあり、駅舎内部には自動券売機、自動改札機、自動精算機の他に当路線唯一の定期券発売窓口並びに販促グッズ発売窓口もある。旅客サービス設備としてコインロッカーが設置されているほか、東京電力エナジーパートナーと共同でモバイルバッテリーシェアリングサービス「充レン」を設置、車椅子対応の温水洗浄便座を装備した多機能トイレもある。自動体外式除細動器 (AED) も設置されている他、降車ホームには絵画作品等を展示するギャラリーボードが設置され、駅務室には中間駅の設備監視など行うシステムが整備されている。
JRの東口から駅ビル「ルミネウィング」を経て湘南モノレールの駅まで通路が続いており、駅ビルやJRの駅に設置のエスカレーターを使用して外部からモノレールの駅に到達できる。エレベーターは自治体設置のものが東口交通広場ペデストリアンデッキおよびJR駅東口正面に設置されている。

#### のりば
東側から以下の通り。
| 番線 | 路線      | 行先           |
| ---- | --------- | -------------- |
| 1    | ■江の島線 | 湘南江の島方面 |
| 2    | ■江の島線 | 降車ホーム     |

### ドリーム交通（廃止）
1966年5月から乗り入れていたドリーム交通モノレール大船線の駅は、日本国有鉄道（国鉄）の駅の北側に存在した。
1967年9月に運行休止となり、駅舎とホームは1990年代に撤去された。撤去直前の時期には駅舎内がアトリエとして利用されていたこともある。2003年9月に正式に廃線となり、2004年に軌道も撤去されている。

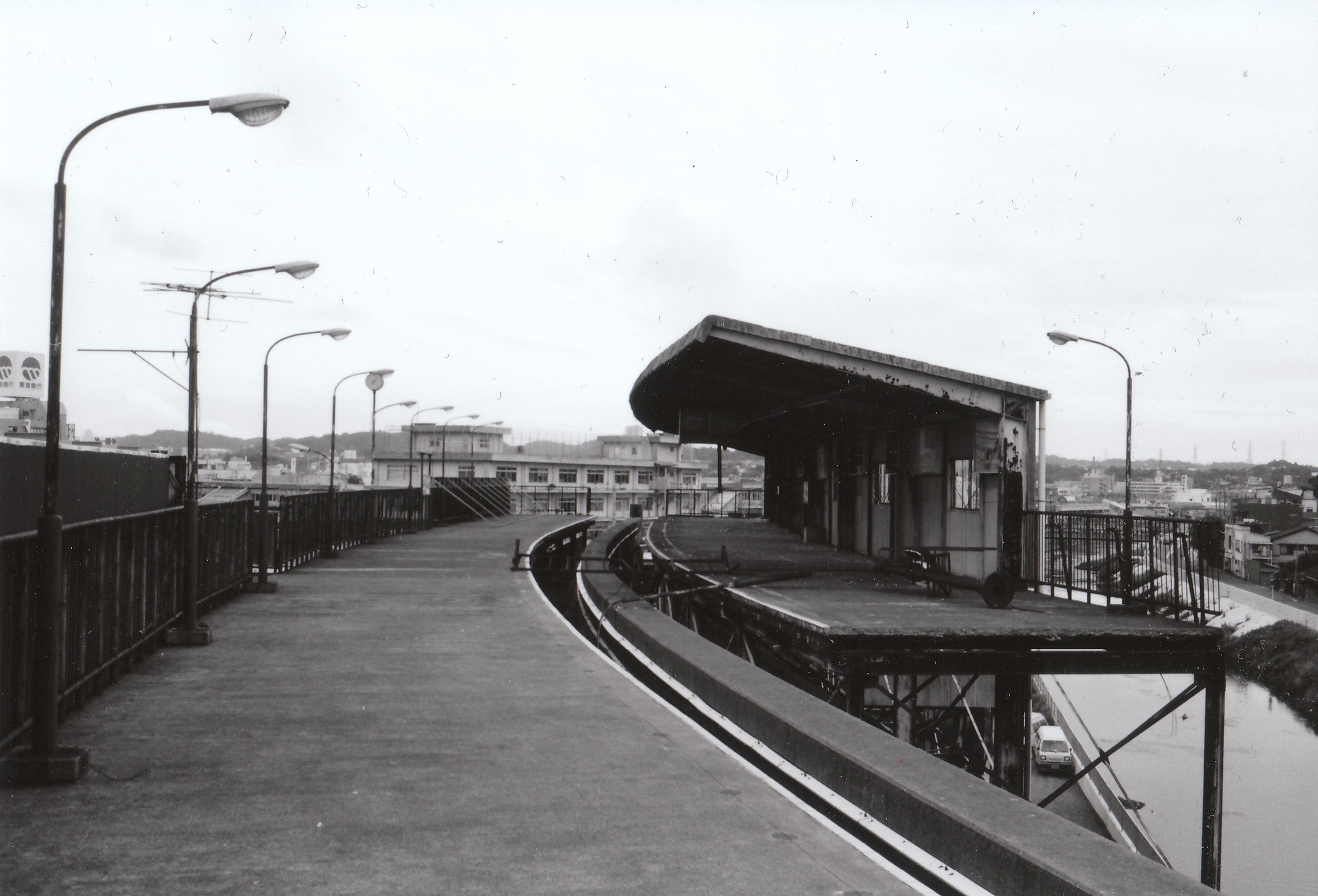
ドリーム交通モノレールの駅ホーム
（1984年撮影、現存せず）

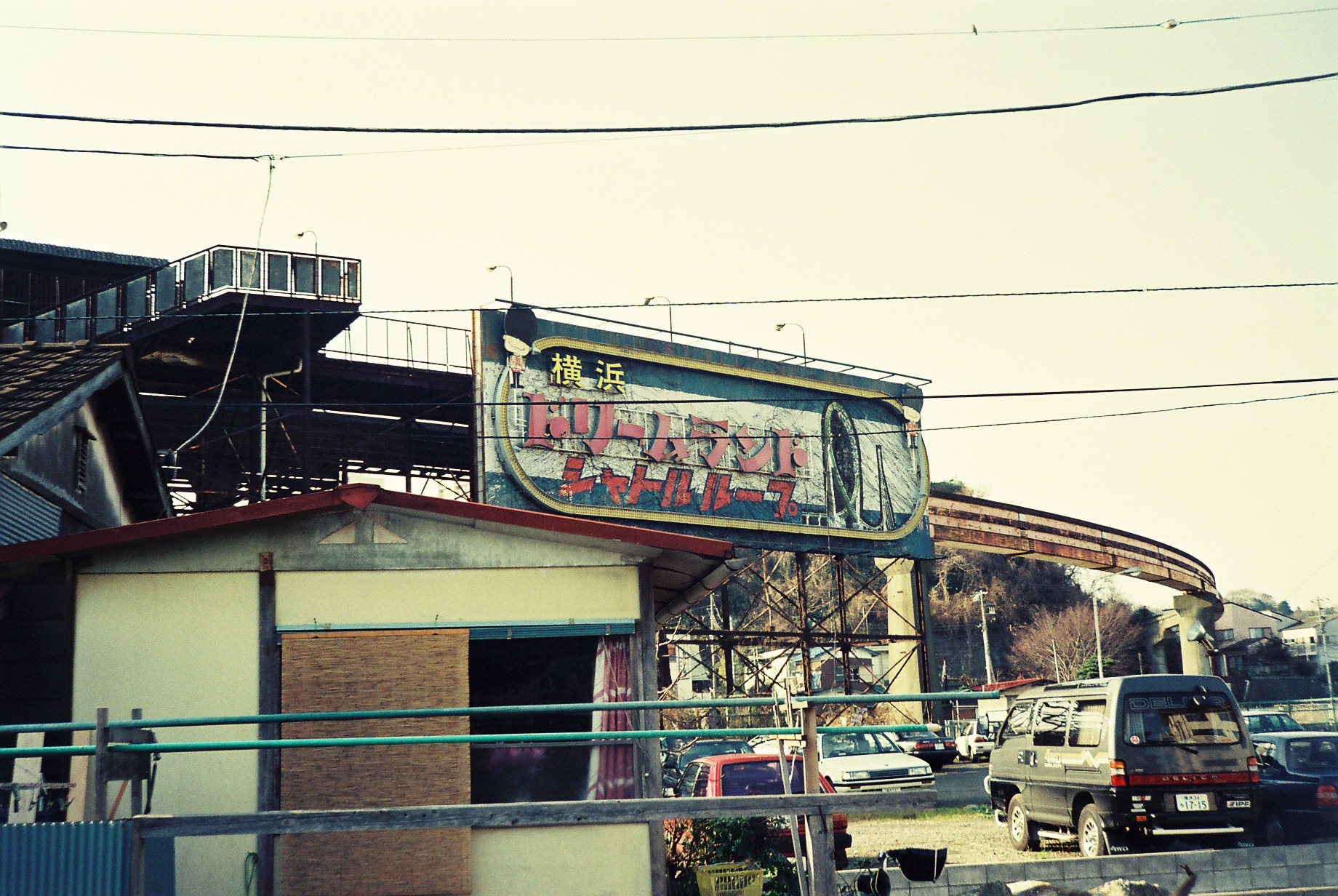
モノレール駅近くに掲げられた横浜ドリームランドの看板
（1992年撮影、現存せず）

### 専用線（廃止）
かつて存在した専用線。元旧日本軍の軍用施設への引き込み線が多い。大船工場専用線のように民生施設に転換されたり、大船PX専用線のように接収した米軍に使用されて存続したが、最後まで残った大船工場専用線が2006年（平成18年）に廃線となったことで全廃となった。
大船工場専用線
元横須賀海軍工廠深沢分工場から転換された車両工場。北鎌倉寄りの横須賀線から分岐。本線側からの直通は出来ず、工場へはスイッチバックで入線する必要があった。線路は撤去され線路用地跡だけが残る。
住友電工横浜製作所専用線
貨物線脇の「田立線群」小ヤードから分岐して、柏尾川対岸にある住友電工へ専用橋梁を渡る単線。1984年（昭和59年）まで現役だったが、廃線後は柏尾川を渡る橋梁も撤去された。
住友セメントサイロ専用線
住友セメント大船包装所（大船サービスステーション）に続く専用線。住友電工専用線から分岐する形で途中にあった。住友電工専用線と共に廃線後、軌道は撤去されたが、貨車にセメントを搭載するサイロは2000年代までコンクリートミキサー車用として現役だった（現在は撤去済み）。
海軍軍需部大船倉庫専用線
現在の根岸線から伸びた形で横須賀線を挟み、大船工場専用線の反対側にあった。戦後直ぐに廃止され、倉庫の敷地は1947年（昭和22年）に開校した大船中学校になっている。
大船PX（旧第1海軍燃料廠）専用線
海軍軍需部大船倉庫専用線と接続する形で笠間口側から伸びて、砂押川を渡って旧海軍の第1海軍燃料廠に至る引き込み線であったが、戦後は米軍専用線になった。1967年（昭和42年）に日本へ返還されて廃線。
東洋高圧専用線
「田立線群」小ヤードにあった側線。東洋高圧工業（後の三井化学）へタンク車を用いて化学薬品を積み卸ししていた。工場は旅客線側にあるため、地下パイプラインで接続されていた。貨物取り扱い廃止後に廃線。

## 駅弁
大船軒による 鯵の押寿司が当駅の名物である。コンコースの売店で販売をしている。また、日本の駅弁として最初にサンドイッチ弁当を売り出した。
主な駅弁は下記の通り。
- 伝承鰺の押寿し
- 大船軒の鰺の押寿し
- やまゆり牛しぐれ煮弁当
- しらす弁当
- 大船軒ハムサンドウィッチ

## 利用状況
- JR東日本 - 2023年度（令和5年度）の1日平均乗車人員は88,996人である[利用客数 1]。
同社の駅の中では仙台駅に次いで第38位。
- 湘南モノレール - 2019年度（令和元年度）の1日平均乗降人員は28,954人である[乗降データ 1]。

### 年度別1日平均乗降人員
2002年度（平成14年度）以降の1日平均乗降人員の推移は下記の通り（JRを除く）。
| 年度               | 湘南モノレール   | 湘南モノレール |
| 年度               | 1日平均 乗降人員 | 増加率         |
| ------------------ | ---------------- | -------------- |
| 2002年（平成14年） | 26,124           |                |
| 2003年（平成15年） | 26,130           | 0.0%           |
| 2004年（平成16年） | 26,595           | 1.8%           |
| 2005年（平成17年） | 26,885           | 1.1%           |
| 2006年（平成18年） | 26,711           | −0.6%          |
| 2007年（平成19年） | 26,797           | 0.3%           |
| 2008年（平成20年） | 26,133           | −2.5%          |
| 2009年（平成21年） | 26,126           | −0.0%          |
| 2010年（平成22年） | 25,762           | −1.4%          |
| 2011年（平成23年） | 24,695           | −4.1%          |
| 2012年（平成24年） | 25,539           | 3.4%           |
| 2013年（平成25年） | 25,380           | −0.6%          |
| 2014年（平成26年） | 25,909           | 2.1%           |
| 2015年（平成27年） | 26,727           | 3.2%           |
| 2016年（平成28年） | 27,243           | 1.9%           |
| 2017年（平成29年） | 27,233           | −0.0%          |
| 2018年（平成30年） | 28,438           | 4.4%           |
| 2019年（令和元年） | 28,954           | 1.8%           |

### 年度別1日平均乗車人員
1995年度（平成7年度）以降の1日平均乗車人員の推移は下記の通り。
| 年度               | JR東日本 | 湘南 モノレール | 出典                |
| ------------------ | -------- | --------------- | ------------------- |
| 1995年（平成07年） | 90,769   | 14,782          | [ 乗降データ 4 ]    |
| 1998年（平成10年） | 85,874   | 14,588          | [ 神奈川県統計 1 ]  |
| 1999年（平成11年） | 84,483   | 14,363          | [ 神奈川県統計 2 ]  |
| 2000年（平成12年） | 83,660   | 14,115          | [ 神奈川県統計 2 ]  |
| 2001年（平成13年） | 83,772   | 14,027          | [ 神奈川県統計 3 ]  |
| 2002年（平成14年） | 83,786   | 13,690          | [ 神奈川県統計 4 ]  |
| 2003年（平成15年） | 85,190   | 13,681          | [ 神奈川県統計 5 ]  |
| 2004年（平成16年） | 86,335   | 13,936          | [ 神奈川県統計 6 ]  |
| 2005年（平成17年） | 87,333   | 14,131          | [ 神奈川県統計 7 ]  |
| 2006年（平成18年） | 89,627   | 14,039          | [ 神奈川県統計 8 ]  |
| 2007年（平成19年） | 91,876   | 14,068          | [ 神奈川県統計 9 ]  |
| 2008年（平成20年） | 92,839   | 13,740          | [ 神奈川県統計 10 ] |
| 2009年（平成21年） | 93,343   | 13,753          | [ 神奈川県統計 11 ] |
| 2010年（平成22年） | 93,679   | 13,578          | [ 神奈川県統計 12 ] |
| 2011年（平成23年） | 93,397   | 12,828          | [ 神奈川県統計 13 ] |
| 2012年（平成24年） | 95,317   | 13,199          | [ 神奈川県統計 14 ] |
| 2013年（平成25年） | 97,118   | 13,554          | [ 神奈川県統計 15 ] |
| 2014年（平成26年） | 96,360   | 13,418          | [ 神奈川県統計 16 ] |
| 2015年（平成27年） | 98,803   | 13,880          | [ 神奈川県統計 17 ] |
| 2016年（平成28年） | 99,139   | 14,057          | [ 神奈川県統計 18 ] |
| 2017年（平成29年） | 98,695   | 14,185          | [ 神奈川県統計 19 ] |
| 2018年（平成30年） | 99,944   | 14,374          | [ 神奈川県統計 20 ] |
| 2019年（令和元年） | 98,926   | 14,549          | [ 神奈川県統計 21 ] |
| 2020年（令和02年） | 73,636   |                 |                     |
| 2021年（令和03年） | 77,670   |                 |                     |
| 2022年（令和04年） | 84,249   |                 |                     |
| 2023年（令和05年） | 88,996   |                 |                     |

## 駅周辺

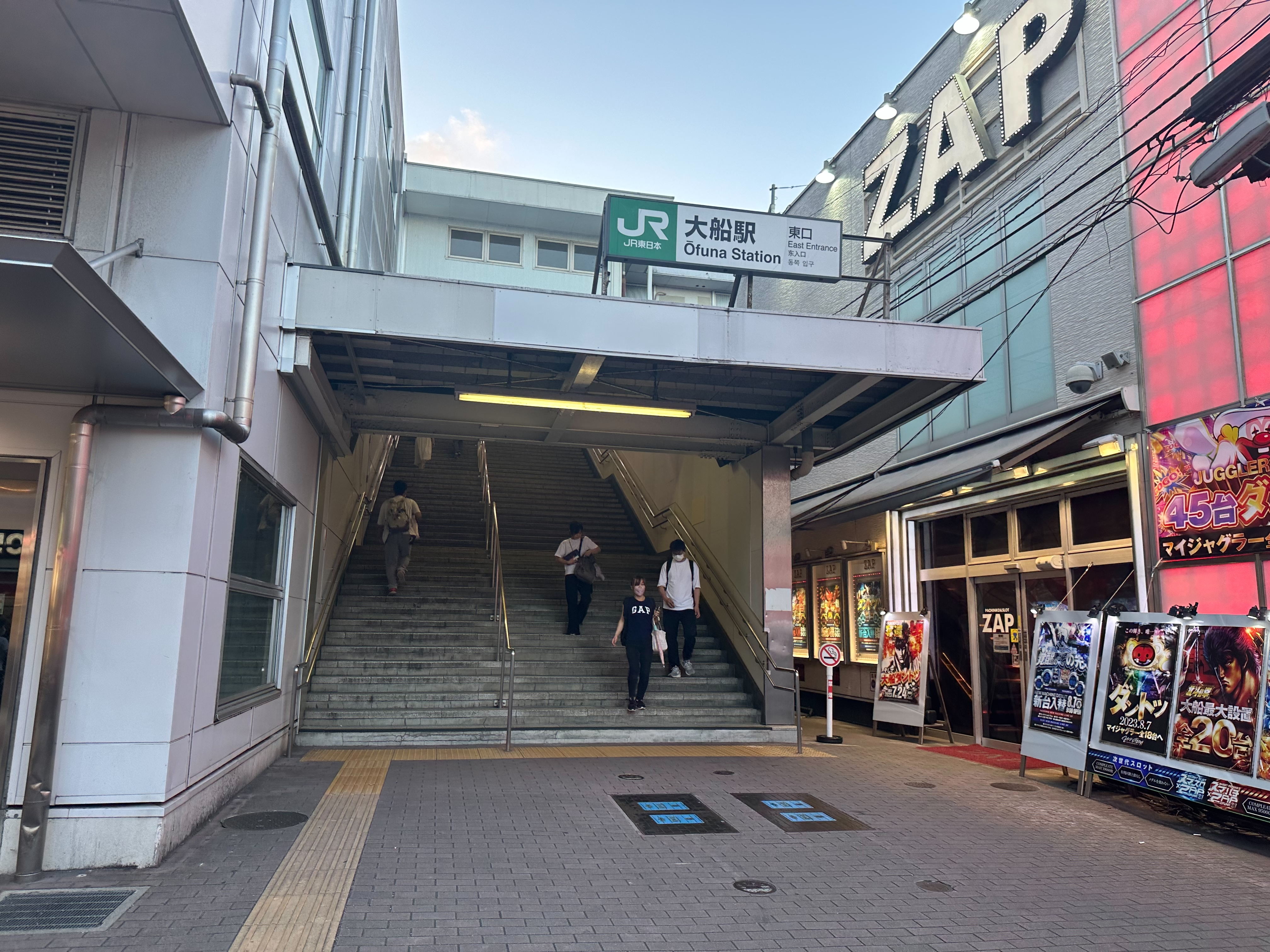
東口（2023年8月）

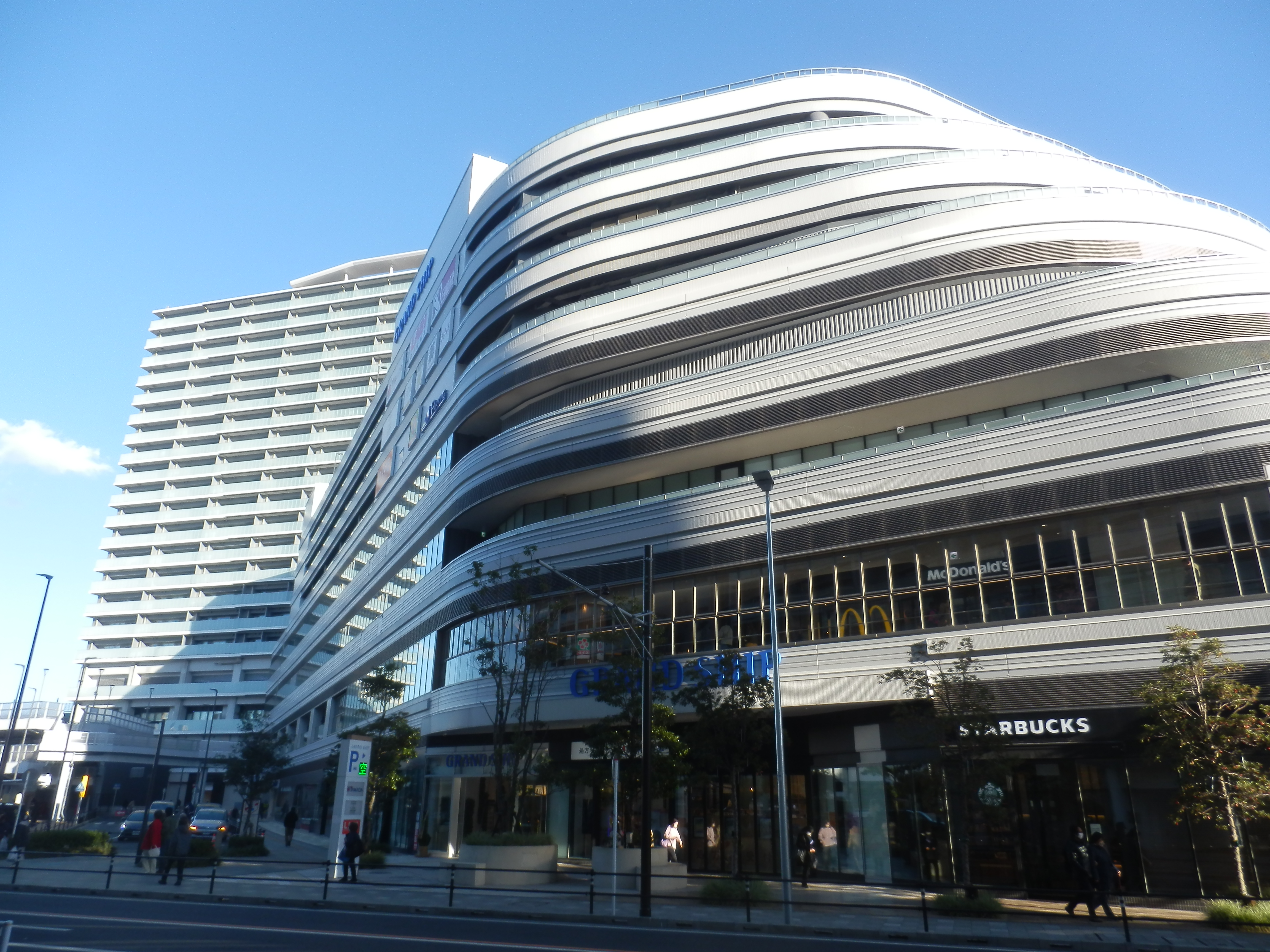
GRAND SHIP（2024年12月）

### 東口・笠間口側、鎌倉市内
- ルミネウィング（駅ビル）
  - 大船ルミネウィング内郵便局
- 鎌倉市大船行政センター
  - 大船図書館
- 大船警察署大船駅前交番
- 鎌倉市大船消防署
- 大船郵便局
- 大船中央病院
- 相鉄フレッサイン鎌倉大船
- ホテルメッツかまくら大船
- 京急交通本社
- 西友 大船店
- イトーヨーカドー 大船店
- ブックオフSUPER BAZAAR鎌倉大船
- 松竹大船撮影所跡地[26]
- 三菱電機情報技術総合研究所・デザイン研究所
- 神奈川中央交通大船東口サービスセンター
- 鎌倉市立大船中学校
- 鎌倉市立大船小学校

### 西口側、鎌倉市内
- 日比谷花壇大船フラワーセンター
- 大船観音
- 栄光学園中学校・高等学校
- 神奈川中央交通大船西口サービスセンター
- 湘南鎌倉総合病院
- コーナン・ハードオフ・オフハウス

### 北側
- 横浜環状道路南線・首都圏中央連絡自動車道栄IC・JCT（建設中）
- GRAND SHIP（複合施設）
  - ヤマダデンキLABI大船
  - ライフグランシップ大船駅前店
  - FOOD & TIME ISETAN OFUNA

## バス路線

### 東口

#### 大船駅東口交通広場・大船駅・大船駅東口
江ノ電バスは「大船駅東口交通広場」停留所、京浜急行バスは「大船駅」停留所、空港リムジンは「大船駅東口」停留所にて発着する。いずれも東口ルミネウイング南側に整備されている交通広場内にある乗り場である。
| のりば | 運行事業者   | 系統・行先                                                                    | 備考 |
| ------ | ------------ | ----------------------------------------------------------------------------- | --- |
| 1      | 江ノ電バス   | - A21：上大岡駅 - K4・N4：本郷台駅 - N41：平島 - N6：藤沢駅北口               | - 「A21」は朝および平日夜のみ運行 - 「K4」「N4」は土休日1本のみ運行 - 「N41」は土休日夜1本のみ運行                  |
| 2      | 江ノ電バス   | - N1：藤沢駅南口 - N3：江ノ島 - N15：湘南車庫 - N31：津村 - N35：新鎌倉山循環 | - 「N1」は平日朝夜・土休日朝のみ運行 - 「N35」は日中のみ運行                                                        |
| 3      | 京浜急行バス | 鎌2：梶原                                                                     | |
| 4      | 京浜急行バス | 船4：鎌倉山 船5：諏訪ヶ谷循環                                                 | 「船4」は平日朝1本のみ運行                                                                                          |
| 5      | 江ノ電バス   | - N5：鎌倉湖畔循環・地蔵前 - N55：鎌倉湖畔循環                                | - 「N5」の地蔵前行は夜のみ運行 - 「N55」は日中のみ運行                                                              |
| 6      | 江ノ電バス   | - N2・A21・K4：鎌倉駅 - N7：高野台 - N71（直行）：大船高校 - N39：小袋谷循環  | - 「A21」は朝および平日夜のみ運行 - 「K4」は土休日のみ運行 - 「N71」は平日朝のみ運行 - 「N39」は土休日朝1本のみ運行 |
| 7      | 江ノ電バス   | 空港リムジン：羽田空港                                                        | 羽田空港行き運休中                                                                                                  |
| 7      | 京浜急行バス | 船50：桔梗山 空港リムジン：羽田空港                                           | 羽田空港行き運休中                                                                                                  |

#### 大船駅・大船駅東口
神奈川中央交通は「大船駅」停留所、江ノ電バスや株式会社共同は「大船駅東口」停留所にて発着する。
どちらも笠間口前にあるバスターミナル。1983年（昭和58年）4月のバスターミナル開設時以来、南側交差点を出口とする一方通行型だった。駅前再開発の進展にともない再整備され、2019年（平成31年）3月16日から北側交差点を出入口とする周回型に改められ、乗り場の場所および乗り場における発着路線が変更された。
また、1991年までは横浜市営バス港南営業所管轄による40系統が乗り入れており、それ以前も2系統が横浜駅より乗り入れていたが、横浜市内均一運賃区間外で対キロ制運賃制度区間エリアだったこと、神奈中・江ノ電が既に大多数を占めていたことから撤退した。
| のりば     | 運行事業者     | 系統・行先                                                                              | 備考                                          |
| ---------- | -------------- | --------------------------------------------------------------------------------------- | --------------------------------------------- |
| 1          | 神奈川中央交通 | - 船05：上大岡駅 - 船20：桜木町駅                                                       | 「船05」は平日朝夜・土休日夜のみ運行          |
| 1          | 江ノ電バス     | - A21・船05：上大岡駅 - N45：平島                                                       | 「A21」は朝および平日夜のみ運行               |
| 2          | 神奈川中央交通 | 船11：上之                                                                              |                                               |
| 2          | 江ノ電バス     | - T4：戸塚駅 - N8：ひかりが丘循環・ひかりが丘西                                         |                                               |
| 3          | 神奈川中央交通 | - 船14：湘南ハイツ - 船24：湘南ハイツ循環・公田ハイツ - 船16：本郷車庫 - 船17：公田団地 | - 「船14」は朝のみ運行 - 「船16」は夜のみ運行 |
| 4          | 神奈川中央交通 | - 船07：栄プール - 船08：金沢八景駅 - 船09：みどりヶ丘東 - 船15：本郷車庫               | 「船07」は午前中1本のみ運行                   |
| こすずめ号 | 共同           | こすずめ号：小雀地区循環・山谷下                                                        |                                               |

### 西口
「大船駅西口」停留所にて、以下の路線が発着する。柏尾川の対岸にある、2011年10月1日に供用開始した交通広場に乗り場がある。それまでは県道402号上にバス停が設置されていた。
| のりば | 運行事業者     | 系統・行先 | 備考 |
| ------ | -------------- | --- | --- |
| 1      | 神奈川中央交通 | - 船31：慈眼寺 - 船32：藤沢駅北口 - 船101：城廻中村循環 - 船102：城廻中村                                       | - 「船31」は平日夕方のみ運行 - 「船102」は午後のみ運行                                                                                        |
| 2      | 神奈川中央交通 | - 船33：藤沢駅北口 - 船34：南岡本                                                                               | |
| 3      | 神奈川中央交通 | - 船35：清泉女学院 - 船36：（直行）清泉女学院                                                                   | 「船36」は土曜午前のみ運行。休校日運休 |
| 4      | 神奈川中央交通 | - 戸71・戸72：戸塚バスセンター - 船48：（急行・スクールバス）公文国際学園 - 船37：清泉女学院 - 船65：藤沢駅北口 | - 「戸71」は平日日中以外・土休日夕夜のみ運行 - 「戸72」は夕夜以外運行 - 「船48」は3番のりばと4番のりばの間から発車 - 「船65」は平日朝のみ運行 |
| 5      | 神奈川中央交通 | - 船21・船22：立場ターミナル - 船24：俣野公園・横浜薬大 - 船25：ドリームハイツ                                  | - 「船21」は平日朝のみ運行 - 「船24」は平日朝夕のみ運行                                                                                       |
| 6      | 神奈川中央交通 | 船27：住友電工循環                                                                                              | 平日朝夕のみ運行。朝は左回り。夕は右回り |

## 隣の駅
東日本旅客鉄道（JR東日本）
 東海道線
- 特急「踊り子」「湘南」一部停車駅（「サフィール踊り子」と新宿駅発着の「湘南」は通過）

■普通
戸塚駅 (JT 06) - 大船駅 (JT 07) - 藤沢駅 (JT 08)
 横須賀線（東京駅 - 当駅間は線籍上は東海道本線）
- 特急「成田エクスプレス」発着駅

■普通
戸塚駅 (JO 10) - 大船駅 (JO 09) - 北鎌倉駅 (JO 08)
 湘南新宿ライン
■特別快速・■快速（いずれも東海道線 - 高崎線直通）
戸塚駅 (JS 10) - 大船駅 (JS 09) - 藤沢駅 (JT 08)
■普通（横須賀線 - 宇都宮線直通）
戸塚駅 (JS 10) - 大船駅 (JS 09) - 北鎌倉駅 (JS 08)
 根岸線　
■快速・■各駅停車
本郷台駅 (JK 02) - 大船駅 (JK 01)
東海道貨物線
横浜羽沢駅 - （東戸塚駅） - 大船駅 - 藤沢駅
湘南モノレール
■江の島線
大船駅（SMR1） - 富士見町駅（SMR2）

### 過去に存在していた鉄道路線
ドリーム開発
ドリーム開発ドリームランド線
大船駅 - （小雀信号所） - ドリームランド駅

### 記事本文
1. 1 2 3 4 5 6 7  石野哲 編『停車場変遷大事典 国鉄・JR編』 II（初版）、JTB、1998年10月1日、14頁。ISBN 978-4-533-02980-6。
2. ↑  2015年3月のダイヤ改正以前は横須賀線の「おはようライナー逗子」「ホームライナー逗子」も停車していた。
3. ↑  旧東海道沿いに駅を置くべきとの意見が明治新政府内部であり、最後まで大船駅設置については紛糾した。駅の正面は西側（現在の観音側）だった。
4. ↑  石野哲 編『停車場変遷大事典 国鉄・JR編』 II（初版）、JTB、1998年10月1日、80頁。ISBN 978-4-533-02980-6。
5. 1 2  大船軒会社情報
6. 1 2 3 4 5 6 7 8 9 10  冊子『大船駅七十年』（大船駅、1958年11月1日、総ページ数38）NCID BB19184555
7. 1 2  鉄道省『国有鉄道震災誌』鉄道省、1927年。 NCID BN16026406。NDLJP:1869382 ※1990年、大正期鉄道史資料第II期第1巻として日本経済評論社が復刻版を刊行ISBN 481880407X。大船駅に関する部分は『大船駅七十年』に引用されている。
8. ↑  内田宗治『関東大震災と鉄道』新潮社、2012年7月、102頁。ISBN 978-4103325611。
9. ↑  「大船駅の跨線橋等増築が完成」『交通新聞』交通協力会、1959年4月5日、2面。
10. 1 2  曽根悟（監修） 著、朝日新聞出版分冊百科編集部 編『週刊 歴史でめぐる鉄道全路線 公営鉄道・私鉄』 30号 モノレール・新交通システム・鋼索鉄道、朝日新聞出版〈週刊朝日百科〉、2011年10月16日、8頁。
11. ↑  「大船駅の跨線橋が完成」『交通新聞』交通協力会、1970年4月7日、2面。
12. ↑  交通年鑑昭和49年度内「交通日誌」
13. ↑  磯子区歴史年表　昭和46年～平成10年 磯子区総務部
14. ↑  “ルミネウイング18日開業”. 交通新聞 (交通新聞社):  p. 1. (1992年9月16日)
15. ↑  「JR年表」『JR気動車客車編成表 '94年版』ジェー・アール・アール、1994年7月1日、186頁。ISBN 4-88283-115-5。
16. ↑  「JR年表」『JR気動車客車編成表 '06年版』ジェー・アール・アール、2006年6月20日、184頁。ISBN 4-88283-127-9。
17. ↑  『交通系ICカード「PASMO」導入について 〜本年4月1日（日）始発よりサービス開始〜』（PDF）（プレスリリース）湘南モノレール、2018年2月5日。オリジナルの2020年6月7日時点におけるアーカイブ。2020年7月28日閲覧。
18. 1 2  “新たな営業施策の提案を受けました!” (PDF).   JR東労組横浜地本 (2019年2月7日). 2020年7月28日時点のオリジナルよりアーカイブ。2020年7月28日閲覧。
19. ↑  “駅の情報（大船駅）：JR東日本”.   東日本旅客鉄道. 2020年3月24日時点のオリジナルよりアーカイブ。2020年3月24日閲覧。
20. ↑  “びゅうプラザにおける店舗運営の見直しについて提案を受けました!” (PDF).   JR東労組横浜地本 (2019年4月12日). 2020年7月28日時点のオリジナルよりアーカイブ。2020年7月28日閲覧。
21. ↑  『2025年度のホームドア整備計画について』（PDF）（プレスリリース）東日本旅客鉄道、2025年3月3日。2025年3月3日閲覧。
22. ↑  『2021年3月ダイヤ改正について』（PDF）（プレスリリース）東日本旅客鉄道横浜支社、2020年12月18日。オリジナルの2020年12月26日時点におけるアーカイブ。2021年2月4日閲覧。
23. ↑  『神奈川県初! モバイルバッテリーシェアリングサービス「充レン」導入! 〜湘南モノレール大船駅・湘南江の島駅にてサービス開始〜』（PDF）（プレスリリース）湘南モノレール、2019年4月24日。オリジナルの2021年2月4日時点におけるアーカイブ。2021年2月4日閲覧。
24. ↑  “湘南モノレール 大船駅発車標準時刻表”. 2022年10月13日閲覧。
25. ↑  『JTB時刻表 2025年3月号』JTBパブリッシング、2025年、157,235頁。
26. ↑  現在は鎌倉芸術館や鎌倉女子大学大船キャンパス（1995年から1998年までテーマパーク「鎌倉シネマワールド」が設置された）などがある。
27. ↑  “江ノ電バス”. 江ノ島電鉄株式会社 (2022年5月10日). 2022年5月10日時点のオリジナルよりアーカイブ。2022年5月10日閲覧。
28. ↑  “大船駅乗り場移設および番線変更について（3/16実施）”.   神奈川中央交通. 2022年5月11日時点のオリジナルよりアーカイブ。2019年3月16日閲覧。
29. ↑  “大船駅バス乗り場の移動についてのお知らせ” (PDF). 2022年5月11日時点のオリジナルよりアーカイブ。2019年3月16日閲覧。
30. ↑  “大船駅東口（笠間口）バスターミナル乗り場の移動について”. 江ノ島電鉄株式会社. 2019年3月16日閲覧。[リンク切れ]
31. 1 2  “10 月 1 日から大船駅西口交通広場  （バス乗車場）の利用を開始します。”. 鎌倉市. 2022年5月10日閲覧。

### 利用状況
JR・私鉄の1日平均利用客数
1. ↑  各駅の乗車人員 - JR東日本

JR東日本の1999年度以降の乗車人員
1. ↑  各駅の乗車人員（1999年度） - JR東日本
2. ↑  各駅の乗車人員（2000年度） - JR東日本
3. ↑  各駅の乗車人員（2001年度） - JR東日本
4. ↑  各駅の乗車人員（2002年度） - JR東日本
5. ↑  各駅の乗車人員（2003年度） - JR東日本
6. ↑  各駅の乗車人員（2004年度） - JR東日本
7. ↑  各駅の乗車人員（2005年度） - JR東日本
8. ↑  各駅の乗車人員（2006年度） - JR東日本
9. ↑  各駅の乗車人員（2007年度） - JR東日本
10. ↑  各駅の乗車人員（2008年度） - JR東日本
11. ↑  各駅の乗車人員（2009年度） - JR東日本
12. ↑  各駅の乗車人員（2010年度） - JR東日本
13. ↑  各駅の乗車人員（2011年度） - JR東日本
14. ↑  各駅の乗車人員（2012年度） - JR東日本
15. ↑  各駅の乗車人員（2013年度） - JR東日本
16. ↑  各駅の乗車人員（2014年度） - JR東日本
17. ↑  各駅の乗車人員（2015年度） - JR東日本
18. ↑  各駅の乗車人員（2016年度） - JR東日本
19. ↑  各駅の乗車人員（2017年度） - JR東日本
20. ↑  各駅の乗車人員（2018年度） - JR東日本
21. ↑  各駅の乗車人員（2019年度） - JR東日本
22. ↑  各駅の乗車人員（2020年度） - JR東日本
23. ↑  各駅の乗車人員（2021年度） - JR東日本
24. ↑  各駅の乗車人員（2022年度） - JR東日本
25. ↑  各駅の乗車人員（2023年度） - JR東日本

JR・私鉄の統計データ
1. 1 2 3  鎌倉の統計 - 鎌倉市
2. ↑  統計年報 - 藤沢市
3. ↑  横浜市統計ポータル - 横浜市
4. ↑  線区別駅別乗車人員（1日平均）の推移

神奈川県県勢要覧
1. ↑  平成12年
2. 1 2  平成13年 (PDF)
3. ↑  平成14年 (PDF)
4. ↑  平成15年 (PDF)
5. ↑  平成16年 (PDF)
6. ↑  平成17年 (PDF)
7. ↑  平成18年 (PDF)
8. ↑  平成19年 (PDF)
9. ↑  平成20年 (PDF)
10. ↑  平成21年 (PDF)
11. ↑  平成22年 (PDF)
12. ↑  平成23年 (PDF)
13. ↑  平成24年 (PDF)
14. ↑  平成25年 (PDF)
15. ↑  平成26年 (PDF)
16. ↑  平成27年 (PDF)
17. ↑  平成28年 (PDF)
18. ↑  平成29年 (PDF)
19. ↑  平成30年 (PDF)
20. ↑  平成31年 (PDF)
21. ↑  令和2年 (PDF)